# Sylvain Deplace
Pour les articles homonymes, voir Deplace.
Sylvain Deplace est un ancien footballeur professionnel français né le 4 janvier 1972 à Lyon. Il joue au poste de milieu de terrain défensif.

## Carrière

### Olympique lyonnais
Il fait ses débuts de footballeur professionnel en 1991-1992 sous les couleurs de l'Olympique lyonnais (club qui l'a formé). Alors entraîné par Raymond Domenech, Sylvain Deplace joue son premier match avec les professionnels le 14 décembre 1991 contre Montpellier. Rapidement, il gagne une place de titulaire au sein de l'effectif pro qui compte dans ses rangs des joueurs tels que Bruno N'Gotty, Ghislain Anselmini, Bruno Génésio et Rémi Garde. Il finira sa première saison avec 14 matchs de championnat disputé. 
En 1992-1993 il devient un titulaire indiscutable. Il joue 30 matchs de division 1 et devient une des pièces maîtresse du milieu de terrain au côté du jeune Franck Gava, tout juste arrivé de Nancy, et de Rémi Garde qui inscrira 9 buts en championnat.
En 1993-1994, entraîné par Jean Tigana, l'Olympique lyonnais voit son effectif fortement se renforcer avec des joueurs comme Pascal Olmeta, Florent Laville, Éric Roy, du triple ballons d'or africain Abedi Pelé, James Debbah et du tout jeune attaquant de 20 ans Florian Maurice qui finira meilleur buteur du club avec 7 buts. Malgré la forte concurrence, Deplace confirme sa progression et sera l'un des joueurs les plus utilisés de la saison (30 Matchs) et inscrira son premier but chez les pros. L'Olympique lyonnais termina 8e. Ses très bonnes performances en club lui vaudront d'être appelé sous le maillot de la France espoir cette même année. 
Lors de la saison 1994-1995, à l'image du club, Deplace monte en puissance. Son exceptionnelle entente avec Franck Gava (9 Buts) et Florian Maurice (15 Buts) fait des merveilles . Il joue l'intégralité des matchs (36 Matchs) et l'OL finit vice-champion de France de ligue 1 derrière le FC Nantes. Le club se qualifie pour la coupe d'Europe. 
Lors de la saison 1995-1996, le club, alors entraîné par Guy Stéphan, vit une année plutôt mitigée en championnat (11e), qui perd Franck Gava sur blessure dès le début de la saison. Cette saison sera néanmoins sauvée par le chouchou des Gones, Florian Maurice auteur de 18 buts et 6 passes décisives en Championnat et de très bonnes performances en coupe avec une finale de coupe de la Ligue perdue aux tirs au but malgré un but injustement refusé à Éric Roy pendant les prolongations. Mais la plus grosse performance de L'Olympique lyonnais aura lieu en coupe d'Europe face à la grande équipe de la Lazio Rome, qui comptait dans ses rangs le jeune international italien Alessandro Nesta. Alors que tout le monde voyait les lyonnais perdants, ils s'imposeront 2-1 à Gerland grâce à des buts de Jean-Christophe Devaux et Sylvain Deplace. Au match retour à Rome, Lyon réussira un deuxième exploit : alors que la Lazio venait de battre la Juventus 4-0 en championnat, L'OL s'imposera 2-0 grâce à des buts de Florian Maurice et Éric Assadourian. Sylvain Deplace rapportera que ce match restera son plus beau souvenir de joueur professionnel. Sur un plan individuel, Deplace réalise une très bonne saison avec 33 matchs de première division  et est sélectionné à deux reprises en équipe de France A'.  
Lors de la saison 1996-1997, alors qu'il est pleine ascension, Jean-Michel Aulas lui propose de prolonger son contrat de 7 ans avec L'OL. Il est tenté par l'offre mais il décide finalement de refuser cette proposition. Cela sera donc la 7e et dernière saison de Deplace sous le maillot Lyonnais.  Le club perd sur blessure l'attaquant vedette Florian Maurice, l'entraîneur Guy Stéphan et le gardien de but Pascal Olmeta sont licenciés. L'OL nomme Bernard Lacombe comme nouvel entraîneur. Le club voit l'éclosion du jeune meneur de jeu Ludovic Giuly, de l'attaquant Alain Caveglia et de son nouveau gardien Grégory Coupet. Joueur clef de l'effectif Lyonnais, Deplace dispute 33 matchs en championnat pour un but inscrit face au FC Nantes. Il partage le brassard de capitaine avec son coéquipier Franck Gava. Lors de la dernière journée de championnat à Gerland face à Marseille (victoire de Lyon 8-0), le club et les supporters lui rendent hommage, ainsi qu'a Gava et Marcelo. C'est le tout jeune Karim Benzema qui portera son maillot pour la cérémonie d'au revoir. Le club finira 8e.

### Montpellier
À l'intersaison, le président du MHSC Louis Nicolin fait de lui une de ses priorités. Sylvain Deplace finit par se laisser séduire par son offre et signe à Montpellier. Au début tout se passe plutôt bien mais au fil de le saison les relations avec son entraîneur Michel Mezy se tendent  et il perd du temps de jeu. Il finit avec 15 matchs en championnat au compteur et 7 matchs en coupe intertoto pour 1 but inscrit. Cette expérience très mitigée le pousse à quitter Montpellier en fin de saison.

### Guingamp
Lors de la saison 1999-2000 il s'engage avec Guingamp pour y jouer ses derniers matchs en Ligue 1, au côté de ses anciens coéquipiers de l'Olympique lyonnais Fabrice Fiorèse, Ghislain Anselmini et Frédéric Patouillard et de l'ancien ballon d'or Jean-Pierre Papin. Avec le club breton il retrouve du temps de jeu et s'impose très vite comme titulaire indiscutable au sein de l'effectif. Il y réalise trois belles saisons mais ses choix de carrière lui font définitivement perdre le contact avec l'équipe de France A.

### Fin de carrière
Il rejoint pour la saison 2001-2002 de Martigues. Il y reste une saison avant de décider de mettre un terme à sa carrière à tout juste 30 ans, se disant lasser de s'entraîner et de jouer chaque semaine. Il dira également ne plus se retrouver dans ce milieu de professionnel qu'il trouve changer et avoir mal vécu la tournure de son aventure montpellieraine, alors qu'il était à la porte de l'équipe de France.

### Reconversion
Il décide de passer ses diplômes permettant d'entraîner en National. De retour à Lyon il entraîne le club amateur du CS Meginand à Marcy l'Étoile depuis 2003. Il est également associé à l'entreprise de terrain de sport TARVEL.

## Palmarès
- Vice-champion de France en 1995 avec l'OL
- Finaliste de la Coupe de la Ligue en 1996 avec l'OL